# Vụ đánh bom Quetta 2016
Ngày 8 tháng 8 năm 2016, một nhóm khủng bố đã đánh bom tự sát và xả súng vào bệnh viện Quetta, tỉnh Balochistan, phía tây nam Pakistan, làm 93 người chết và ít nhất 100 người khác bị thương. Những nạn nhân chủ yếu là các luật sư và nhà báo, tập trung tại khoa cấp cứu của Bệnh viện Dân sự Quetta sau khi ông Balochistan Bar Association, một luật sư nổi tiếng và là Chủ tịch Hội luật gia Balochistan, bị hai tay súng sát hại trong một vụ tấn công trước đó và được đưa vào bệnh viện này. Hiện hai nhóm là Jamaat-ul-Ahrar và Nhà nước Hồi giáo đã khẳng định trách nhiệm trong vụ tấn công này.